# Savigliano
Savigliano (piemontiul: Savian vagy Savijan) település Olaszországban, Piemont régióban, Cuneo megyében. Lakosainak száma 21 609 fő (2023. január 1.). Savigliano Cavallermaggiore, Cervere, Genola, Lagnasco, Monasterolo di Savigliano, Scarnafigi, Verzuolo, Villafalletto, Vottignasco, Fossano és Marene községekkel határos.

## Népesség
A település lakossága az elmúlt években az alábbi módon változott:
| Lakosok száma | 21 471 | 21 526 | 21 609 |
|               | 2017   | 2018   | 2023   |